# Asadero
Le fromage Asadero (Espagnol : queso Asadero) est un fromage mexicain originaire de l'État de Chihuahua et qui y est très répandu. L'Asadero est un fromage à pâte filée fait à la main, principalement dans le village de Villa Ahumada (en).

## Description
L'Asadero a une température de fusion de 60 °C en raison de son pH plutôt acide (entre 5.0 et 5.5). En observant les caractéristiques de l'Asadero, on peut noter qu'il est très similaire à l'Oaxaca, mais leurs processus d'élaboration sont différents. Contrairement à l'Oaxaca, dont les pâtes sont fondues à l'eau chaude, l'Asadero est fondu dans son propre petit-lait. De plus, ce dernier renferme plus d'humidité que son homologue de l'État d'Oaxaca. Les pâtes ainsi formées de l'Asadero lui confèrent une forme de tortilla aplatie. Il est l'un des fromages hispaniques à pâte semi-ferme les plus populaires.

## Utilisation

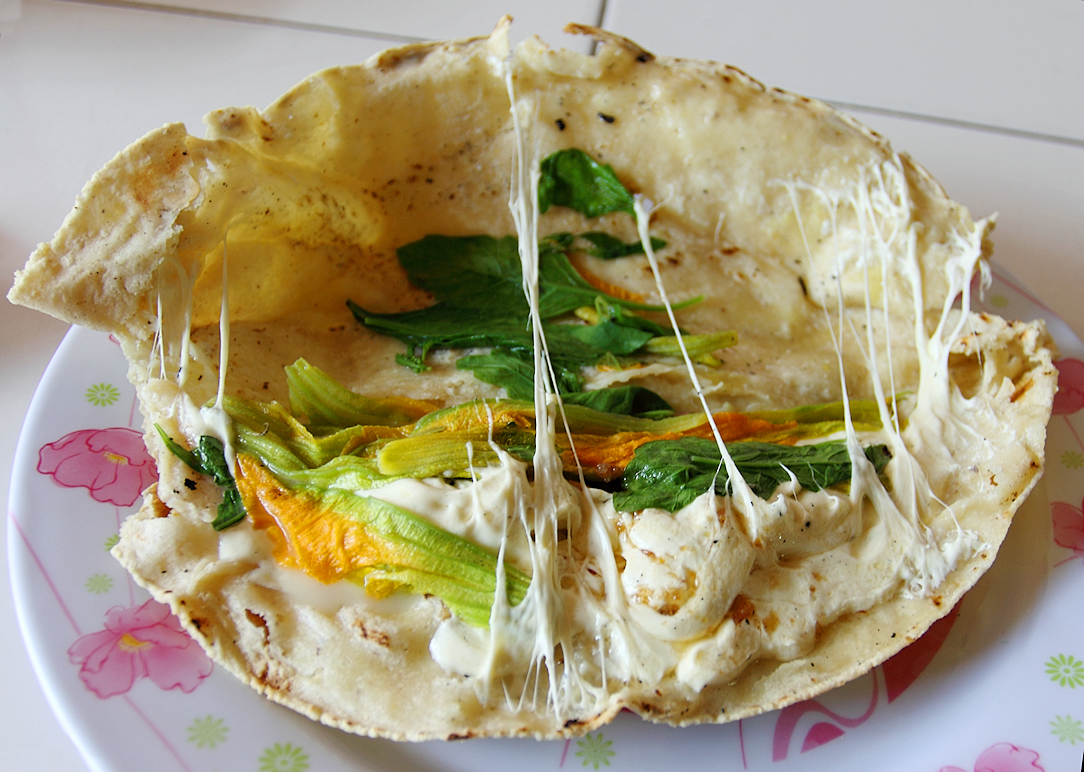
Empanadas servies avec du fromage mexicain à pâte filée.

Il est très apprécié en gastronomie mexicaine pour son élasticité et son point de fusion très adéquat. Il est généralement employé dans les quesadillas, accompagnés de sauce chili à base de piment Chilaca et de petit-lait d'Asadero. On peut aussi le retrouver dans les enchiladas, les tacos, les burritos, les sandwichs, dans les gâteaux et dans de nombreuses autres recettes. Il a relativement les mêmes usages que les autres fromages mexicains.

## Élaboration
Premièrement, pour que le fromage atteigne l'acidité voulue (35 °D), du lait acide ou des cultures lactiques de lait frais sont ajoutés. Du trompillo, une sorte de plante, est souvent ajoutée par les indigènes vivant au nord de l'État comme enzyme coagulante. Même s'il est considéré comme une mauvaise herbe, le trompillo peut être très utile puisqu'il contient des protéases et aide à la caille du lait. La caille à la présure ou au trompillo peut prendre de 20 à 40 minutes.
On peut aussi coaguler le lait frais entre 16-18 °D en le laissant reposer pendant 16 heures, ce qui permet au lait d'atteindre son acidité nécessaire. Le caillé est alors retiré à la main et est étendu pour qu'il s'égoutte et s'acidifie jusqu'à atteindre une acidité de 35 °D. Lorsque la pâte atteint une certaine élasticité, elle est fondue dans des marmites ou des casseroles à double fond. La pâte fondra entre 60 et 70 °C dépendamment de l'humidité et de l'acidité de la pâte (plus elle est humide et acide plus la température de fusion sera basse et vice-versa). C'est pendant la fusion que la pâte prendra la forme de pâte filée puisqu'elle est constamment malaxée.
Les conditions optimales à l'élaboration de l'Asadero sont un pH de 5.2, entre 40 et 46% d'humidité et un point de fusion entre 60 et 70 °C. Pendant que la pâte est pétrie, si la température de fusion est atteinte, mais que l'acidité est trop basse, des gouttes d'acide citrique peuvent être ajoutées, ce qui évite le drainage complet des fours. Après ce processus, la pâte est retirée en formant des bandes de tailles homogènes. C'est aussi là que la teneur en sel est ajoutée (1.4%). On va lors laisser refroidir les bandes en forme de tortillas pendant 15 minutes, puis former des blocs de fromage avec les bandes-tortillas. Les blocs doivent être conservés à une température qui se situe entre 4 et 6 °C.